# Daniel Cousin
Daniel Cousin (Libreville, 2 de fevereiro de 1977) é um ex-futebolista gabonês, que atuava como atacante. Cousin é considerado um dos maiores nomes do futebol do Gabão.

## Carreira

### Início de Carreira
Nascido em Libreville, Gabão, Cousin se muda para a França com trés anos de idade. Cousin começa a jogar nas ligas menores do campeonato francês, pelos times Martigues e Niort ande de se transferir para o Le Mans Union Club 72, onde jogou um total de 129 jogos, marcando 44 gols.

### RC Lens
Ele se junta ao Lens no verão de 2004. Junto do RC Lens Cousin aparece em ambas as temporadas 2005-06 e 2006-07 pela Liga Europa da UEFA, participando de 13 jogos (2 deles como substituto) e marcando 8 gols no total. RC Lens se qualifica para o torneio da temporada 2005-06 depois de triunfar na Copa Intertoto da UEFA competição onde Cousin participa de 5 jogos, 3 deles como substituto e marcando 3 gols, incluindo um gol no jogo da final do campeonato contra o CFR 1907 da Romênia. Cousin permanece no time até a metade de 2007, onde participou de um total de 101 jogos, marcando 26 gols. Em agosto de 2007, ele se transfere para o Rangers Football Club.

### Rangers
No dia 9 de agosto de 2007, Cousin chega em Glasgow na Escócia para assinar um contrato de três anos com os Rangers pelo valor de £750,000. Marca seu primeiro gol pelo clube na sua estréia, numa vitória de 2-0 sobre o St. Mirren no dia 11 de agosto de 2007 e marca duas vezes em sua primeira participação como titular uma semana mais tarde contra o Falkirk.
Cousin joga pelos Rangers contra o Lyon na Liga dos Campeões da UEFA em 12 de dezembro de 2007. O Rangers perde por 3–0 com Cousin jogando o primeiro tempo como titular antes de ser substituto por Steven Naismith. Em novembro de 2007 começaram rumores de que Cousin seria transferido do Rangers e foi anunciado que existia uma clausula em seu contrato pelo time que garantia a sua saída do clube em janeiro de 2008. Os rumores foram negados pelo time, mas revelou que a clausula de transferência valeria 3 milhões de euros para a janela de transferência de 2008.
Cousin intensificou os rumores sobre a sua saída do time, principalmente depois de ser noticiado que o jogador ridicularizara seus colegas de time após bebedeiras antes de um jogo crucial contra o Lyon. A notícia foi mais tarde negada por Cousin, dizendo que ele havia sido mal interpretado.
Em 21 de janeiro de 2008 foi noticiado que o time inglês Fulham havia tido uma oferta de £2 milhões pelo jogador Cousin rejeitada pelo técnico dos Rangers Walter Smith. No dia seguinte, uma oferta de  £3 milhões pelo Fulham ativou uma clausula de transferência, no entanto os regulamentos da FIFA diziam que  Cousin solicita-se uma dispensa especial para completar a transferência. No dia 29 de janeiro, a transferência foi cancelada, pois a FIFA não deu a permissão necessária ao jogador.
No dia 1 de maio de 2008, Cousin foi expulso por dar uma cabeçada em um jogador no tempo extra de jogo durante a semi-final entre o Fiorentina e os Rangers pela Copa da UEFA. Apesar de sua expulsão, os Rangers ganharam o jogo nos pênaltis. Alguns dias depois, Cousin deu uma cabeçada no zagueiro Lee Wilkie do Dundee United, em uma vitória de 3–1, tornando assim a arbitragem do jogo polêmica, pois ele não foi expulso do jogo. Apesar de não ter sido expulso, Cousin foi muito criticado por sua atitude. No dia 31 de agosto, Cousin marcou um gol no primeiro Old Firm (maior clássico do futebol escocês) da temporada. Os Rangers vieram a vencer a partida por 4–2, mas ele acabou expulso por levar dois cartões amarelos por ofensa. Esse acabou sendo o último jogo de Cousin pelos Rangers.

### Hull City
No dia 1 de setembro de 2008, Cousin assinou um contrato de trés anos de valor não revelado com o time Inglês Hull City.  Cousin marcou seu primeiro gol pelo Hull contra o Arsenal no Emirates Stadium no dia 27 de setembro de 2008. Seu gol foi decisivo e ajudou o Hull a ter uma vitória histórica sobre o Arsenal por 2-1. Marcou também em jogos contra o Manchester United e em casa contra o Manchester City. No total, Cousin marcou cinco gols pelo Hull City, participando de 33 partidas.

### Larissa
Cousin se juntou ao time grego Larissa atravez de um empréstimo que duraria a metade da temporada 2009–10. Ele foi o segundo jogador do Gabão a jogar pelo time, depois de Henry Antchouet. O empréstimo se tornou permanente no dia 18 de agosto de 2010. Apesar de sua boa performance na temporada seguinte, o Larissa ficou afastado do topo da tabela do campeonato grego de 2011 fazendo com que Cousin deixasse o clube naquele ano.

### Sapins
Em 13 de outubro de 2011, Cousin retornou ao Gabão para jogar em um time local, o Sapins FC em uma tentativa de aumentar as suas chances de participar do Campeonato Africano das Nações de 2012. O acordo com o Sapins permitia que o atacante saísse do clube sem quaisquer condições caso recebe-se uma oferta de um time europeu. Cousin foi liberado pelo Sapins no dia 31 de janeiro de 2012. O jogador aceito em retornar aos Rangers até o final da temporada de 2012, mas o time teve a transferência embargada pela Scottish Premier League. Quando os Rangers tentaram registrar Cousin junto de sua equipe, tiveram a aplicação negada.

## Carreira Internacional
Cousin fez sua estréia pela Seleção Gabonense de Futebol no dia 23 de janeiro de 2000, em uma derrota de 3-1 para a Africa do Sul. Ele participou das três partidas do Gabão na Copa Africana de Nações de 2000. Em 2 de setembro de 2006 Cousin se tornou capitão de sua seleção e levou seu time a uma vitória de 4-0 sobre Madagascar. Ele marcou o único gol na vitória de 1-0 sobre o Camarões, em jogo válido pela Copa Africana de Nações de 2010.